# 羅伊·愛默生
羅伊·愛默生（英語：Roy Stanley Emerson，1936年11月3日—）是澳大利亞男子网球运动员。羅伊·愛默生生涯共贏得12次大滿貫男子單打冠軍，其中有6个是澳网冠军。另外，他也是历史上唯一一位获得过四个大滿貫赛事所有男子单打和男子双打冠军的选手。

## 外部連結
- 羅伊·愛默生 （页面存档备份，存于） 在國際網球名人堂的資料 （英文）
- 羅伊·愛默生 （页面存档备份，存于） 在澳洲網球協會的資料（英文）
- 羅伊·愛默生 （页面存档备份，存于） 在台維斯盃的資料 （英文）
- 羅伊·愛默生（英文/西班牙文）的官方資料
- 羅伊·愛默生的國際網球總會 職業／青少年 官方資料（英文）